# 科尔克维茨
科尔克维茨（德語：Kolkwitz）是德国勃兰登堡州的市镇，隶属于施普雷-奈瑟县，总面积为104.67平方千米，截至2023年12月31日总人口为9,384人。